# Kevin Mahogany

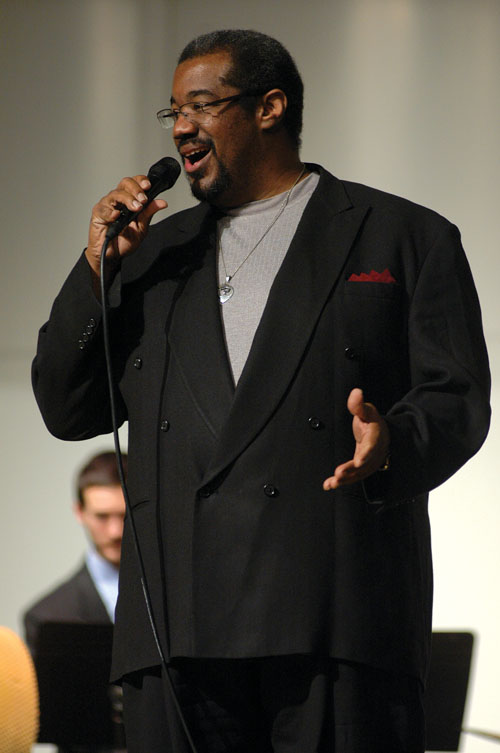
Kevin Mahogany (2007)

Kevin Mahogany (* 30. Juli 1958 in Kansas City (Missouri); † 17. Dezember 2017 ebendort) war ein US-amerikanischer Jazzsänger.

## Leben und Wirken
Mahogany begann mit Klavier und Klarinette (die er auch an der High School unterrichtete), wechselte mit zwölf Jahren zum Bariton-Saxophon und spielte im selben Jahr im „New Breek Orchestra“ von Eddie Baker, was er in seiner High-School-Zeit, in der er auch in diversen Marsch- und Orchesterbands spielte, fortsetzte. Im letzten High-School-Jahr zog es ihn dagegen mehr zum Gesang, was er in einer eigenen Vokalgruppe an der Baker University in Kansas fortsetzte, wo er 1976 bis 1981 Musik und Theater studierte. Nach dem Abschluss spielte er in den 1980er Jahren in seiner Heimatstadt Kansas City in zwei eigenen lokal erfolgreichen am Rhythm and Blues und Soul der 1960er Jahre orientierten Bands, „Mahogany“ und „The Apollos“.
Mahogany entwickelte seinen eigenen Stil, orientierte sich aber auch an Vorbildern wie „Lambert, Hendricks and Ross“, Al Jarreau und Eddie Jefferson. 1993 erschien sein von Gust Tsilis produziertes Debütalbum „Double Rainbow“ bei Enja mit Kenny Barron am Klavier. Bei Enja folgten „You Got What it Takes“ 1993 (mit Benny Golson) und „Songs and Moments“ 1994. 1995 wechselte er zu Warner und nahm 1996 „Kevin Mahogany“, u. a. mit dem Saxophonisten Kirk Whalum, auf. Das Album verschaffte ihm landesweit hervorragende Kritiken. Es folgten bei Warner „Another Time, Another Place“ 1997, „My Romance“ 1998 und „Portrait of Kevin Mahogany“ 2002. 2002 erschien bei Telarc sein Motown-Tribut „Pride and Joy“. Mahogany gründete später sein eigenes Label „Mahogany Jazz“. Dort erschien 2004 „To Johnny Hartman“ und „Kevin Mahogany Big Band“, 2012 "Next Time You See Me" (MJ-1124) und "Old, New, Borrowed & The Blues" (MJ1226). Im Bereich des Jazz war er von 1992 bis 2014 an 41 Aufnahmesessions beteiligt, zuletzt mit dem in Wien entstandenen Album The Vienna Affair (mit Erwin Schmidt, Martin Spitzer, Joschi Schneeberger und Mario Gonzi), erschienen auf cracked anegg records (2015).
Im Film „Kansas City“ von Robert Altman übernahm er die Rolle des Jimmy Rushing.
Mahogany starb 59-jährig am 17. Dezember 2017 an einem Herzinfarkt.